# Ana Brnabić
Ana Brnabić (kyrillisk: Ана Брнабић) er en serbisk politiker, der har været Serbiens premierminister siden 29. juni 2017. Hun er den første kvinde og den første åbent homoseksuelle person, der er premierminister i landet.
Hun tiltrådte regeringen som minister for offentlig administration og lokal selvstyre i Serbien fra 11. august 2016 indtil 29. juni 2017 under premierminister Aleksandar Vučić og fungerende premierminister Ivica Dačić. I denne rolle indledte Brnabić reformer af centrale regeringstjenester i Serbien.
Efter at Vučić blev indviet som præsident af Serbien den 31. maj 2017, foreslog han Brnabić som hans efterfølger i juni 2017. Premierminister Brnabić og hendes kabinet blev valgt til deres embede den 29. juni 2017 med et flertal på 157 ud af 250 medlemmer af Serbiens nationalforsamling.
I 2018 blev Brnabić rangeret af Forbes som den 91. mest magtfulde kvinde i verden og som den 21. mest magtfulde kvindelige politiske leder.

## Tidlige og personlige liv
Brnabić blev født i Beograd. Hendes farfar Anton Brnabić, en etnisk kroatisk-jugoslavisk militærofficer, blev født i Stara Baška på den kroatiske ø Krk, i det nuværende Kroatien. Han kæmpede med de jugoslaviske partisaner under 2. verdenskrig og blev rangeret som oberstløjtnant efter krigen. Hendes farmor Mica blev født i Gorobilje nær Požega (i Serbien). Hendes mormor og morfar er fra Babušnica i det sydøstlige Serbien. Hendes far Zoran blev født i Užice i 1950 og afsluttede sine studier i Beograd, hvor familien boede.
Brnabić er lesbisk, den anden kvindelige LGBT-regeringschef i verden, efter Jóhanna Sigurðardóttir (statsminister i Island 2009-13), og femte åbent LGBT-regeringschef samlet efter Jóhanna, Elio Di Rupo (Belgien), Xavier Bettel (Luxembourg) og Leo Varadkar (Irland). I 2017 blev hun den første regeringschef i ethvert Balkanland, der deltog i en homoseksuel Pride-march, da hun deltog i en i Beograd.
I 2019 fødte hendes partner Milica Đurđić en dreng; Brnabić er den første åbent homoseksuelle premierminister, hvis partner fødte, mens premierministeren var i embedet.

## Uddannelse og karriere
Brnabić har et MBA-diplom fra University of Hull og arbejdede i over et årti med internationale organisationer, udenlandske investorer, lokale selvstyreenheder og den offentlige sektor i Serbien.
Før Brnabić blev minister i Serbiens regering, var hun direktør for Continental Wind Serbia, hvor hun arbejdede med gennemførelsen af en investering på 300 millioner euro i en vindpark i Kovin. Hun var medlem af bestyrelsen for non-profit stiftelsen Peksim.
Hun har været engageret i forskellige amerikanske konsulentfirmaer, der implementerede USAID-finansierede projekter i Serbien. Hun var vicechef for Serbiens konkurrenceevne-projekt, eksperten bag det lokale selvstyre-reformprogram i Serbien og seniorkoordinator for programmet for økonomisk udvikling af kommuner. Hun deltog aktivt i grundlæggelsen af National Alliance for Local Economic Development (NALED) i 2006.
Hun gjorde en stor indsats for at opbygge NALED's kapaciteter til repræsentation af interesser i erhvervslivet, lokale selvstyreenheder og civilsamfundet i Serbien. Under dette engagement deltog hun i introduktionen af konceptet om lokal økonomisk udvikling i Serbien og opbygning af kommunernes potentialer til at forbedre erhvervsklimaet på lokalt niveau med aktiv markedsføring af investeringer. Hun blev medlem og derefter præsident for NALED's bestyrelse.

## Politik
I august 2016 blev hun udnævnt til minister for offentlig administration og lokalt selvstyre. Derudover er hun præsident for Rådet for innovativt iværksætteri og informationsteknologier i Serbiens regering samt for Rådet for nationale mindretal og vicepræsident for Rådet for reform af offentlig administration.
Brnabić beskrev sig selv som en pro-europæisk og teknokratisk premierminister. Hun forklarede, at prioriteringerne for hendes regering er modernisering, uddannelsesreform og digitalisering. På den anden side er hun blevet kritiseret, fordi hun er leder af en konservativ og nationalistisk regering, der også åbent inkluderer anti-vestlige og pro-russiske ministre.
I maj 2018 overtog Brnabić finansministeriet, indtil en ny minister blev udnævnt efter fratrædelsen af Dušan Vujović. Den 29. maj 2018 udnævnte hun Siniša Mali som Vujovics efterfølger til denne stilling. Den 26. juli 2018 var Brnabić vært for en ceremoni på den Kongressen i Washington, der blev afholdt for at markere 100-årsdagen for at hæve det Serbiske flag foran Det Hvide Hus.
I februar 2019 rapporterer Freedom House, at Serbiens status faldt fra fri til delvis fri på grund af forringelse af valghandlingen, fortsatte forsøg fra regeringen og de allierede medier til at undergrave uafhængige journalister gennem lovlig chikane og udtværingskampagner og Vučic's akkumulering af udøvende roller, der er i konflikt med hans konstitutionelle rolle. Oppositionsledere og nogle observerer beskriver hende som en ren marionet af Vučić, hvis præsidentskab i henhold til forfatningen stort set er ceremoniel uden nogen betydelig udøvende magt. Brnabić benægtede aldrig dette, og sagde endda, at Vučić skulle fungere som en "mentor" for premierministeren.
I oktober 2019 bekræftede premierministeren, at hun havde tilsluttet sig det regerende Serbiske Progressive Parti (CHC). Den 25. oktober 2019 underskrev Brnabić en frihandelsaftale mellem Serbien og Den Eurasiske Økonomiske Union (EAEU), der udvider listen over serbiske produkter, der kan eksporteres til EAEU-området.

### Bemærkninger om Srebrenica-folkemordet
I et interview den 14. november 2018 med det tyske tv-selskab Deutsche Welle benægtede Brnabić at massakrerne i Bosnien i juli 1995 af bosnisk-serbiske styrker i Srebrenica havde været et folkemord. To uger senere vedtog Europa-Parlamentet en beslutning om, at parlamentet beklagede den fortsatte benægtelse af folkemordet i Srebrenica af dele af de serbiske myndigheder og mindede om, at fuldt samarbejde med ICTY og dens efterfølgende mekanisme omfattede at acceptere dens domme.

### Kosovo
I december 2018 kommenterede hun på transformationen af Kosovo-sikkerhedsstyrken og sagde: ”Jeg håber, at vi ikke bliver nødt til at bruge vores militær, men i øjeblikket er det en af mulighederne på bordet, fordi man kan ikke være vidne til en ny etnisk udrensning af serberne og nye storme - selvom Edi Rama opfordrer til dem. Når nogen ved, at du har en stærk hær, skal de sætte sig ned og tale med dig.”
Derudover sagde udenrigsminister i Kosovo Behgjet Pacolli i maj 2019, at han ikke ville tillade Brnabić indreje i Kosovo grundet hendes "racistiske ideologi". Brnabić sagde under overleveringen af en statusrapport fra Europa-Kommissionen i 2019: ”Haradinaj, Thaçi og Veseli konkurrerer om at se, hvem den største nationalist og chauvinist er. Det, der skræmmer mig mest, er, at vi har at gøre med irrationelle mennesker, den værste slags populister, mennesker, der bogstaveligt talt gik ud af skoven.” Dette blev mødt med stærk kritik, især af Twitter-brugere, der lavede hashtagget #literallyjustemergedfromthewoods for at bespotte premierministeren.

### LGBT-rettigheder
Efter at hun blev udnævnt til premierminister, sagde Brnabić, at hun ikke ønskede at blive brandet som Serbiens homoseksuelle premierminister, og at hun ikke planlagde "at skubbe LGBT-lovlige reformer frem på dette tidspunkt", fordi hun ville prioritere andre politiske reformer. I september 2017 deltog Brnabić i Pride-marchen i Beograd og blev den første serbiske premierminister, der deltog i en Pride-march. Ved arrangementet sagde Brnabić: "Regeringen er her for alle borgere og vil sikre respekten for rettigheder for alle borgere."
I september 2018 erklærede Brnabić, at hun går ind for arverettigheder for par af samme køn. I februar 2019 fødte Milica Đurđić, Brnabis partner, en søn ved navn Igor, men ægteskab af samme køn er konstitutionelt forbudt og LGBT-forældre er ikke reguleret i Serbien. Ifølge Agence France-Presse er "Ana Brnabić en af de første premierministre, hvis partner har født under sit embede [...] og den første i verden i et par af samme køn". Nogle journalister og LGBT-aktivister har konkluderet, at Brnabić ikke klagede for LGBT-ligestilling i Serbien.

## Priser og ordner
Hun er blevet tildelt adskillige anerkendelser for de udviklingsprojekter, hun arbejdede på, for at fremme socialt ansvarlig forretningsdrift og tolerance. Hun er tildelt Republika Srpska-ordnen.